# (84200) Robertmoore
(84200) Robertmoore (2002 RM122) – planetoida z pasa głównego asteroid okrążająca Słońce w ciągu 5,77 lat w średniej odległości 3,21 j.a. Odkryta 8 września 2002 roku.